# يليان الغماري
يليان الغماري أو يوليان الغماري أمير غمارة وملك سبتة، وبها أصبح ويُعرف باسم يوليان كونت سبتة أو يوليان ملك سبتة، وهي مدينة تقع في المغرب الأقصى، استعصت على المسلمين لحصانة أسوارها، ولحكمته. ولكن كان لديه أعداء في غرب أوروبا، ومنهم لوذريق، أحد قواد الجيش القوطي الذي استولى على عرش هسبانيا بعد وفاة غيطشه، واغتصب حق أولاد الملك الراحل سيزوت، واعتدى على ابنة يوليان فلوريندا التي كانت تعيش في بلاط غيطشه بغرض التعليم. 